# Fabryka braci Stolarow w Łodzi

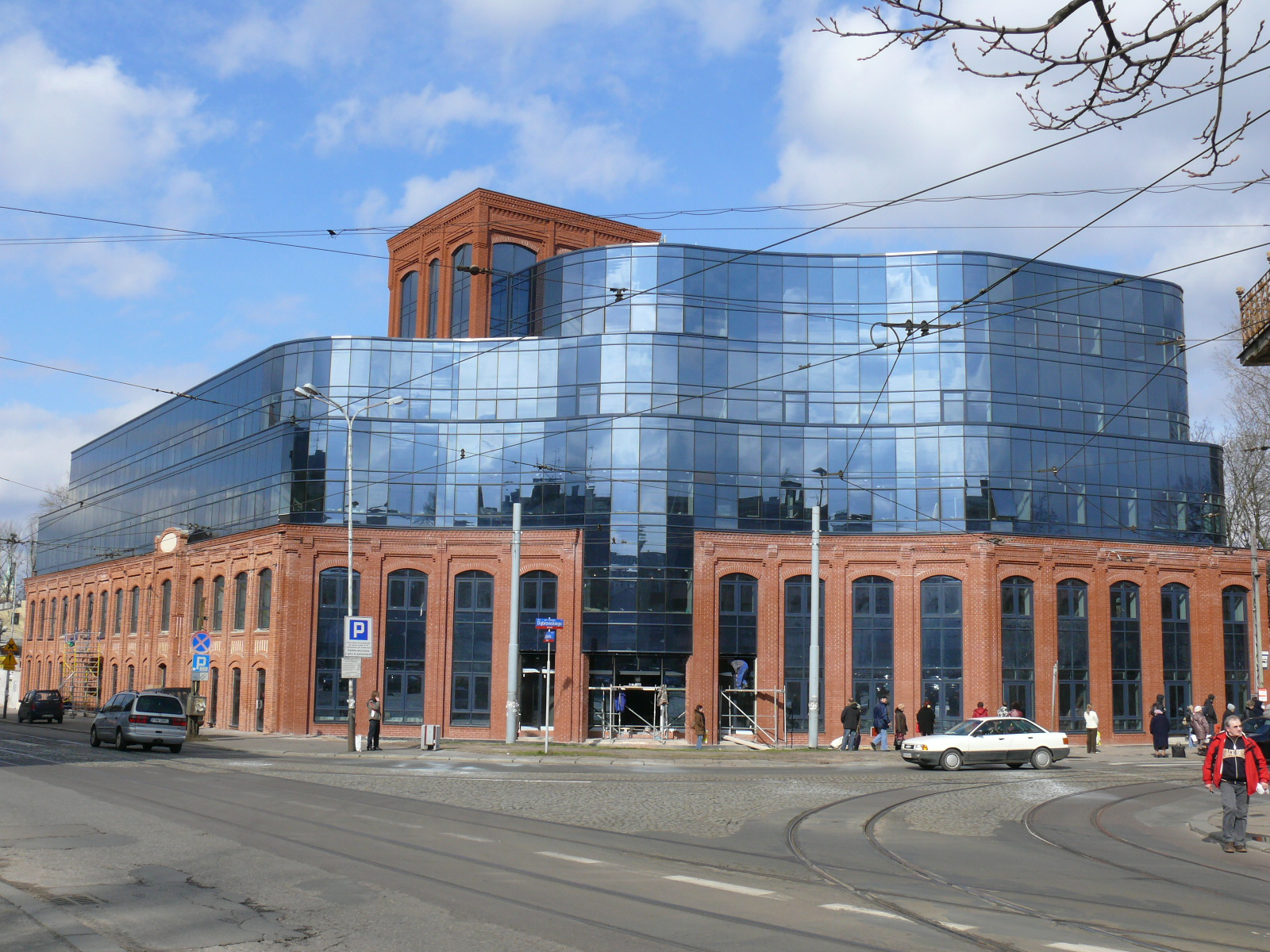
Dawna szkoła w kompleksie fabrycznym, dziś Centrum Logistyczne Monnari

Fabryka Wyrobów Bawełnianych Braci Stolarow – kompleks obiektów pofabrycznych położony w Łodzi przy ulicy Rzgowskiej 26/28 w dzielnicy Górna, osiedlu administracyjnym Górniak. Kompleks fabryczny założony został w połowie XIX wieku przez Saksończyka Ludwika Hüffera, następnie przejęła ją i rozbudowała rosyjska rodzina Stolarowych. Fabryka była największym w Łodzi przedsiębiorstwem należącym do rosyjskiej rodziny.

## Historia

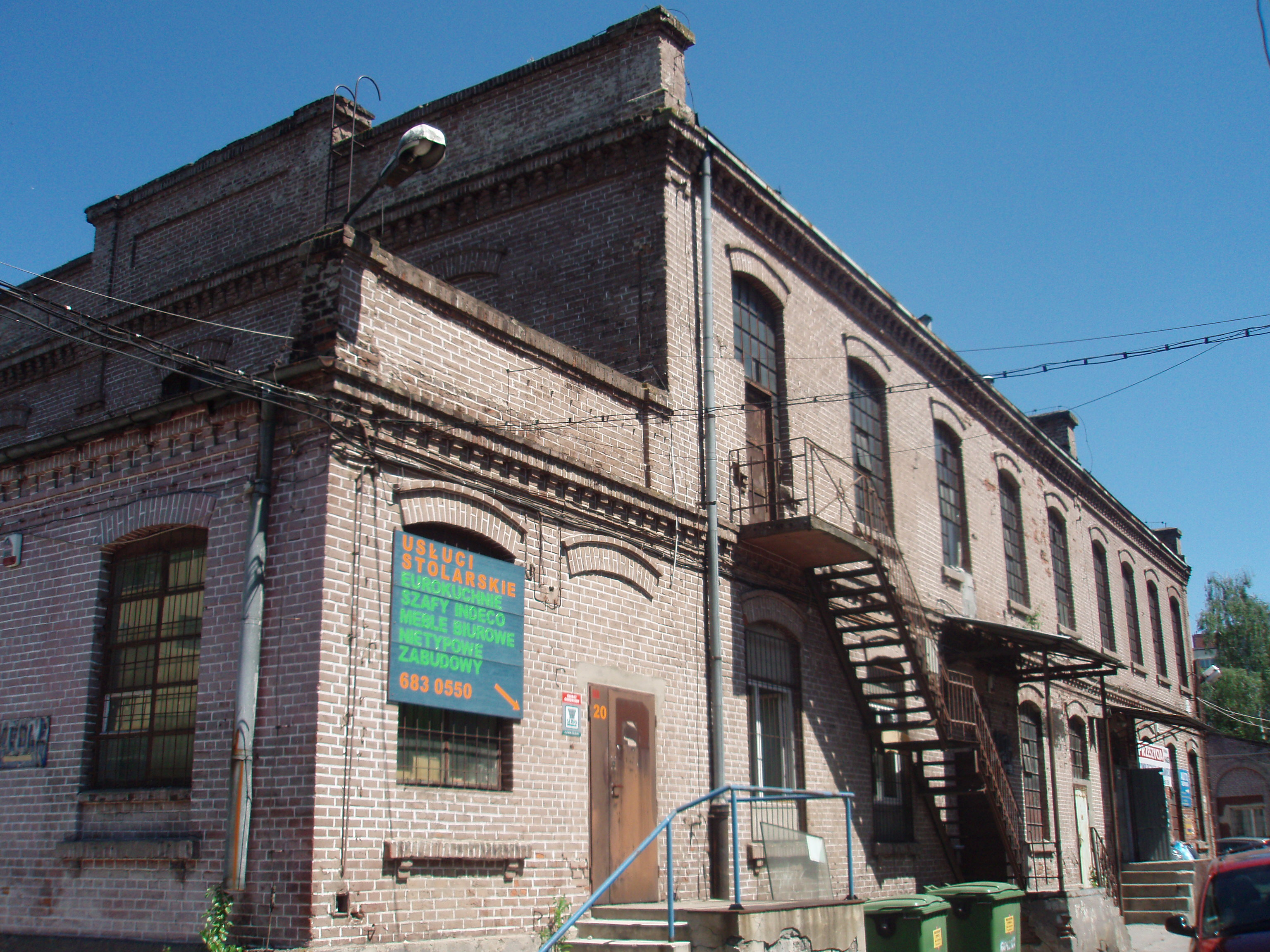
Obiekt pofabryczny Fabryki braci Stolarow

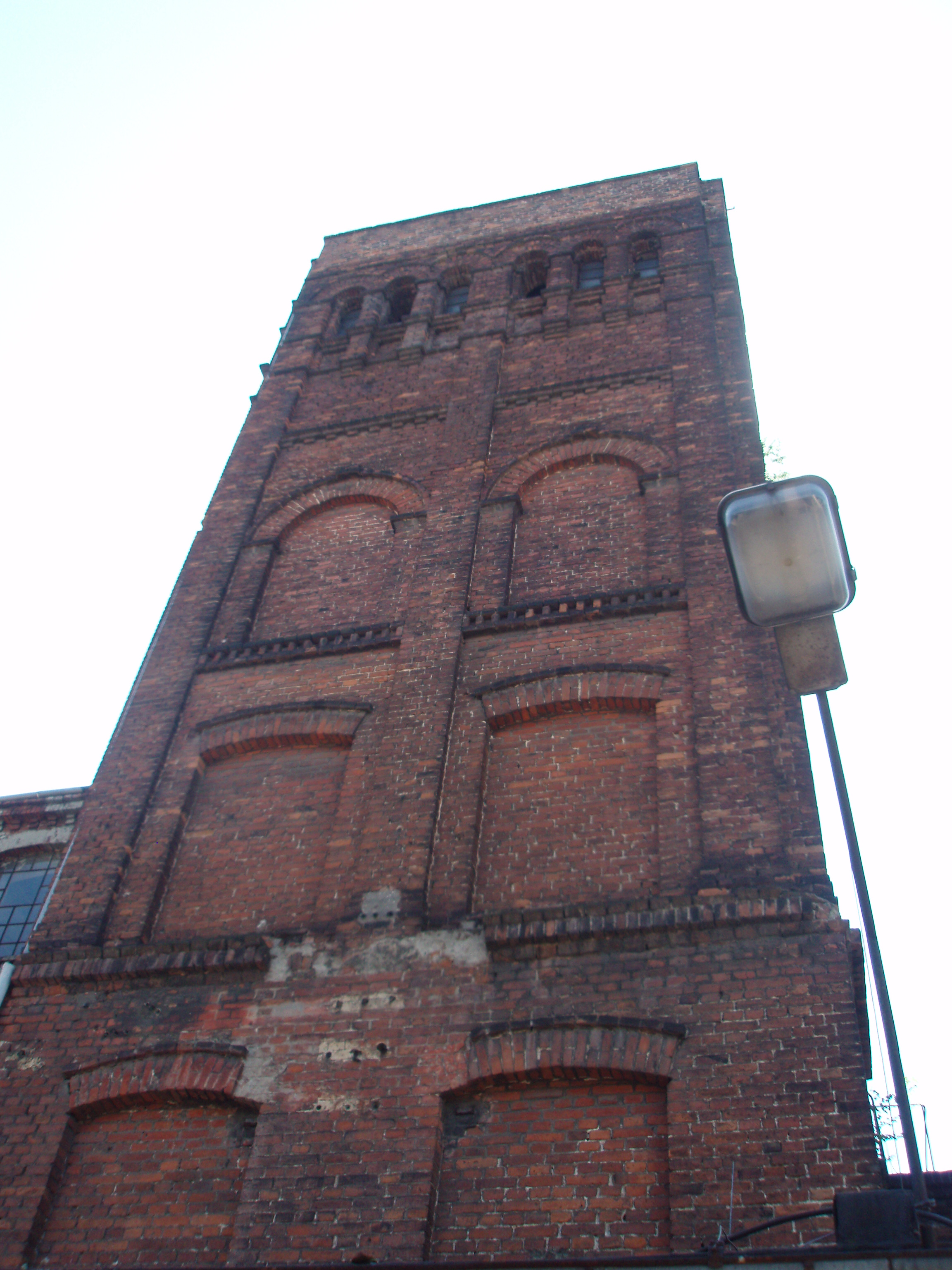
Obiekt pofabryczny Fabryki braci Stolarow

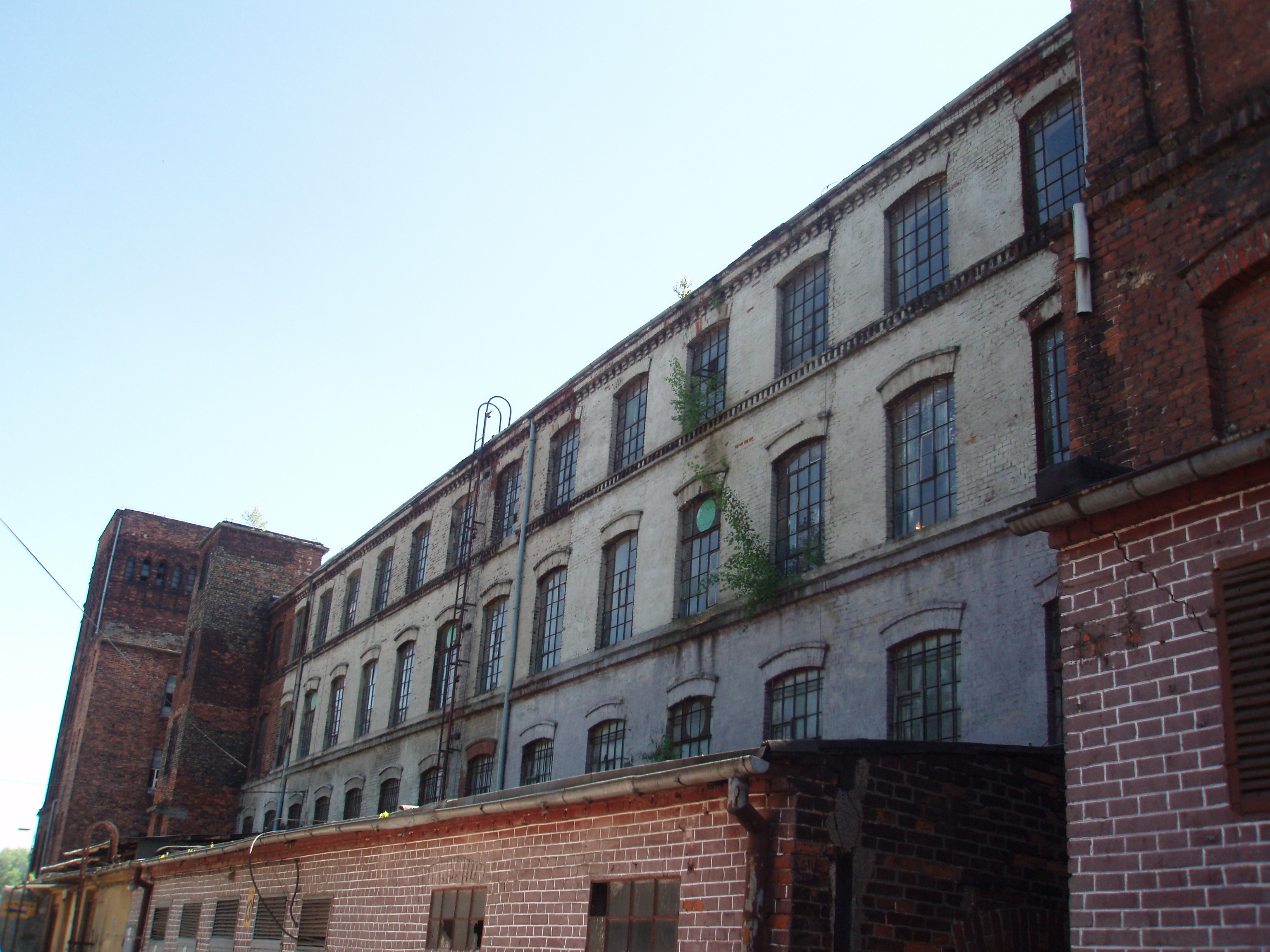
Obiekt pofabryczny Fabryki braci Stolarow

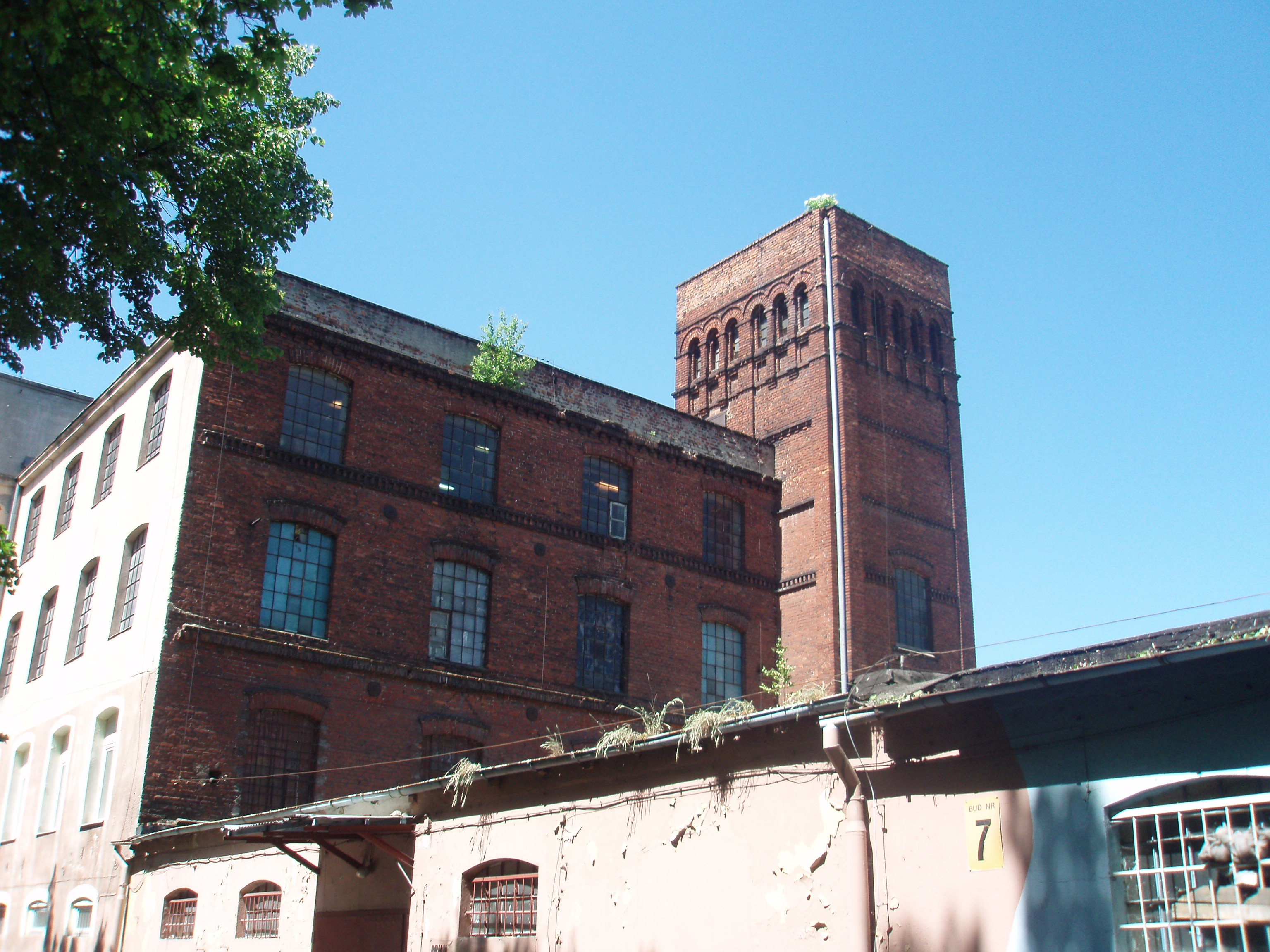
Obiekt pofabryczny Fabryki braci Stolarow

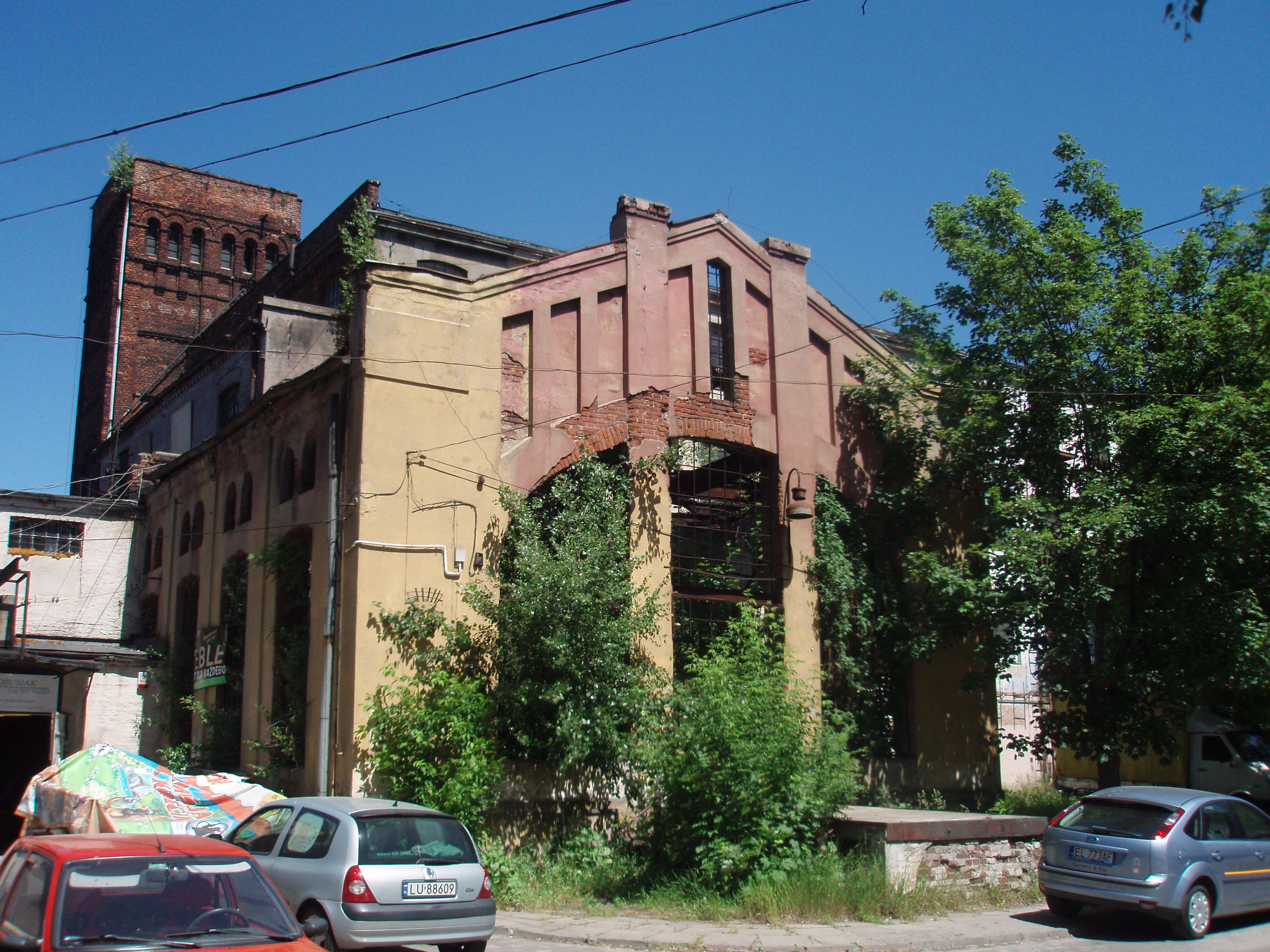
Obiekt pofabryczny Fabryki braci Stolarow

### Okres Hüffera
W połowie XIX wieku obszarem Dąbrowy, gdzie dziś położone są kompleksy fabryczne na skrzyżowaniu ulic Rzgowskiej i Dąbrowskiego, zainteresował się przedstawiciel znanej niemieckiej rodziny przedsiębiorców – Ludwik Hüffer. Nabył on parcelę o powierzchni 4 mórg. Jego rodzina inwestowała również w innych miejscach Łodzi i Zgierza. Według danych z 1888 roku wartość zainstalowanych tam maszyn i urządzeń wyniosła 65,3 tys. rubli. Jednakże kondycja finansowa firmy była zła, kapitały obce znacznie przewyższały własne. W 1888 roku Hüffer zdecydował się na uporządkowanie swoich interesów w Królestwie Polskim.

### Okres Stolarowych
Jednym z największych wierzycieli fabryki Ludwika Hüffera była znana w Rosji firma handlowa W. Stolarow z Moskwy. Długi kredytowe Hüffera wynosiły 210 tys. rubli. Inne zobowiązania dłużnicze, w tym zabezpieczone hipotecznie, dochodziły do 190 tys. rubli.
W 1888 r. nowym właścicielem fabryki Hüffera został kupiec I gildii – Włodzimierz Stolarow, syn Włodzimierza. Włodzimierz Stolarow nabył maszyny i urządzenia firmy Hüffera za 65 tys. rubli; wydzielił duże środki na rozbudowę i modernizację swojej firmy bawełnianej. Sprzyjała temu pomyślna koniunktura gospodarcza (lata 1893–1899). Udało mu się także spłacić większość przejętych zobowiązań.
Do firmy należały nieruchomości o powierzchni ponad 5,5 ha. Własnością rodziny Stolarowych był ogród zlokalizowany na wschód od terenu fabrycznego, a także większa ilość parceli od strony ulicy Dąbrowskiego. W 1896 roku Stolarow nabył część folwarku Smulsko, którą następnie przekazał władzom dla ludności wiejskiej.
Do wybuchu I wojny światowej przedsiębiorstwo Stolarowych zostało rozbudowane i stało się tzw. pełnym zakładem bawełnianym, obejmującym wszystkie stadia produkcji. W końcu lat 90. XIX w. powstał nowy obiekt przędzalniczy. Największy program inwestycyjny zrealizowano w okresie rewolucji 1905–1907 i w latach po niej następujących. Powstał wtedy duży obiekt mieszczący tkalnię zmechanizowaną (1905–1906) wraz z większą dobudówką do niej (1906, 1910). Przy tkalni powstał oddział przygotowawczy. Na jej potrzeby zbudowano nową kotłownię wraz z maszynownią. Od 1908 r. rozpoczęto tworzenie oddziałów wykończalniczych. Całość programu inwestycyjnego uzupełniały: magazyny, łaźnia, stolarnia, warsztaty mechaniczne, kilka domów mieszkalnych, w tym okazały przy ul. Rzgowskiej 26/28, gdzie mieszkali przedstawiciele wyższej administracji fabrycznej, a także w okresach przebywania w Łodzi rodzina Stolarowych.
Zakłady przemysłowe Stolarowych wyróżniały się pod względem wyposażenia technicznego, zatrudniano tam kilkuset pracowników. Powstało też kilka instytucji socjalnych pracujących na potrzeby załogi przedsiębiorstwa. Przy fabryce funkcjonowały: szkoła dla dzieci robotników, apteka, ambulatorium, kasa chorych. Dla potrzeb załogi właściciel zatrudnił lekarza fabrycznego, istniał program wsparcia dla osób potrzebujących pomocy, w szpitalu Czerwonego Krzyża opłacił koszty utrzymania kilku łóżek dla swoich pracowników.
W okresie I wojny światowej rodzina Stolarowych przebywała w Moskwie, sprawując kontrolę nad swoim majątkiem w Rosji. Straty poniesione przez firmę W. Stolarow doszły do 1,88 mln rubli. Niewielką część z tego odzyskano do zakończenia wojny.
Stolarowowie byli obywatelami państwa rosyjskiego i legitymowali się pochodzeniem rosyjskim. Z tego powodu zakłady przy ul. Rzgowskiej 26/28 na mocy dekretu z 16 grudnia 1918 roku, decyzją ministra przemysłu i handlu Kazimierza Hąci z 26 lipca 1919 roku, ustanowiono nad nimi zarząd państwowy, a zarządcą został mianowany inż. Leon Grohman (był on przedstawicielem znanej łódzkiej rodziny przemysłowców). Uruchomienie produkcji w zakładach Stolarowa miało miejsce w październiku 1919 roku. Za zgodą władz ministerialnych zaciągnął liczne kredyty i inne zobowiązania.
26 lutego 1923 roku zniesiono zarząd państwowy nad zakładami przy ul. Rzgowskiej 26/28. W ten sposób rodzina Stolarowych odzyskała pełnię władzy nad swym przedsiębiorstwem, a jedynym jego właścicielem został Aleksander Stolarow, syn Włodzimierza. W latach 1923–1925 do firmy wszedł Edward Hüffer, wnosząc wkład finansowy (wkład określono na 5,789%). W 1925 r. zmieniono stosownie do tego nazwę firmy na W. Stolarow i S-ka. Fabryka Wyrobów Bawełnianych.
W latach 20. XX wieku przeprowadzono modernizację przedsiębiorstwa, rozbudowano oddziały wykończalnicze. Według danych z 1927 roku firma ta posiadała około 18 tys. wrzecion, 500 krosien mechanicznych i cały kompleks oddziałów wykończalniczych. Wytwarzano różne gatunki przędzy i większy zestaw tkanin bawełnianych.
30 sierpnia 1928 roku Sąd Okręgowy w Łodzi wprowadził odroczenie wypłat i nadzór sądowy na okres 3 miesięcy nad firmą. Okres ten przedłużano do 28 maja 1929 roku Rodzina Solarowych stosowała różnorodne zabiegi w celu niedopuszczenia do upadłości przedsiębiorstwa. W 1925 roku uzyskano kredyt w wysokości 134 tys. dolarów od Towarzystwa Kredytowego Przemysłu Polskiego.
Dzierżawa Horaka
Na przełomie lat 20. i 30. XX wieku obiekty produkcyjne wydzierżawiono firmie Adolfa Horaka z Rudy Pabianickiej. Dług wobec Skarbu Państwa w wysokości 84 tys. zł zapisano jako kaucję hipoteczną. Wybuch wielkiego kryzysu skomplikował sytuację tej firmy.
Dzierżawa Wintera
Na początku 1934 roku zdecydowano się na wydzierżawienie całego przedsiębiorstwa na rok Rafałowi A. Winterowi. Winter był współwłaścicielem znanej firmy bankierskiej Najda, Bracia Winter i Weiss. Do wybuchu II wojny światowej Rafał A. Winter dzierżawił tylko przędzalnię bawełnianą, natomiast tkalnia była przedmiotem eksploatacji przez kilka mniejszych firm.
Przed 1939 rokiem właścicielami przedsiębiorstwa W. Stolarow i S-ka byli synowie Aleksandra: Włodzimierz, Jerzy i Maksymilian, a także spadkobiercy Edwarda Hüffera: syn Herbert i córka Irmgarda Chełmicka.
II wojna światowa
Podczas II wojny światowej przedsiębiorstwo było prowadzone na rachunek właścicieli i występowało jako W. Stolarow & Co. Baumwoll – Spinnerei – Weberei und Appretur.

### Okres upaństwowienia
Po wojnie przedsiębiorstwo przeszło na własność Skarbu Państwa orzeczeniem Ministerstwa Przemysłu i Handlu z 20 czerwca 1947 roku (ogłoszonym w Monitorze Polskim Nr 1947/22).

### Po 1989 roku
Między budynkiem dawnej szkoły a resztą fabryk Stolarowa przebiegała dawna granica miasta Łodzi. Po wojnie znajdowała się w nim szkoła podstawowa, a potem urząd pracy. Kolejnymi właścicielami byli firma Komfort, która odkupiła budynek od gminy, a następnie prywatny właściciel, który w 2001 roku zaplanował stworzenie w fabryce biur.
W dawnym kompleksie fabrycznym mieszczą się hurtownie oraz punkty handlowo-usługowe. Dawny zbiornik wodny istniejący tuż u bram fabryki został zasypany. Mieszcząca się na rogu ulic Dąbrowskiego i Rzgowskiej szkoła będąca częścią kompleksu fabrycznego została w latach 2006–2008 gruntownie zrewitalizowana i znalazła w niej siedzibę istniejąca od 1997 r. łódzka firma Monnari produkująca damską odzież. Z oryginalnego budynku zachowały się tylko dwie ściany, ponieważ reszta struktury była w złym stanie technicznym. Nowy budynek składa się z dwóch skrzydeł. Na parterze i pierwszym piętrze została zachowana frontowa, ceglana ściana, na drugim piętrze pojawiła się szklana nadbudowa. Pięć kondygnacji skrzydła wzdłuż ul. Dąbrowskiego zbudowane zostało od podstaw, ale kontynuowana jest fabryczna architektura – murowane filary. Ponad nimi – niebieska szklana fasada. Wejście do budynku znajduje się na samym rogu skrzyżowania ulic. W tym miejscu została przerwana murowana fasada, a nad nim wysunie się szklana fala. Projekt rewitalizacji tej części budynku stworzyła Ewa Ałaszewska z autorskiej pracowni architektury Apaga.
Od 2. połowy 2008 roku w budynku dawnej szkoły znajdowały się m.in. placówki Alior Bank, Deutsche Bank, Polbank, Raiffeisen Bank. W części biurowej budynku od maja 2011 roku mieści się też siedziba łódzkiej spółki MakoLab S.A.

## W pobliżu
- Łaźnie Miejskie – ulica Rzgowska 34
- Dawna Fabryka Wyrobów Włókienniczych Leonhardt, Woelker i Girbardt
- Wyższa Szkoła Informatyki
- Ulica Piotrkowska
- pl. Niepodległości
- Park im. Jarosława Dąbrowskiego
- Park Reymonta